# 오빌상
오빌상(히브리어: פרס אופיר, 영어: Ophir Award)은 이스라엘의 영화상이며 이스라엘의 오스카상이라고도 불린다. 이스라엘 영화텔레비전 아카데미에서 주최하며 1982년 처음으로 시상식이 진행되었다. 상이름 "오빌"은 이스라엘의 배우 셰이크 오빌의 이름에서 따온 것이다. 1990년부터 매년 텔아비브 공연예술 센터에서 시상식이 열리고 있다.